# Trittschaden

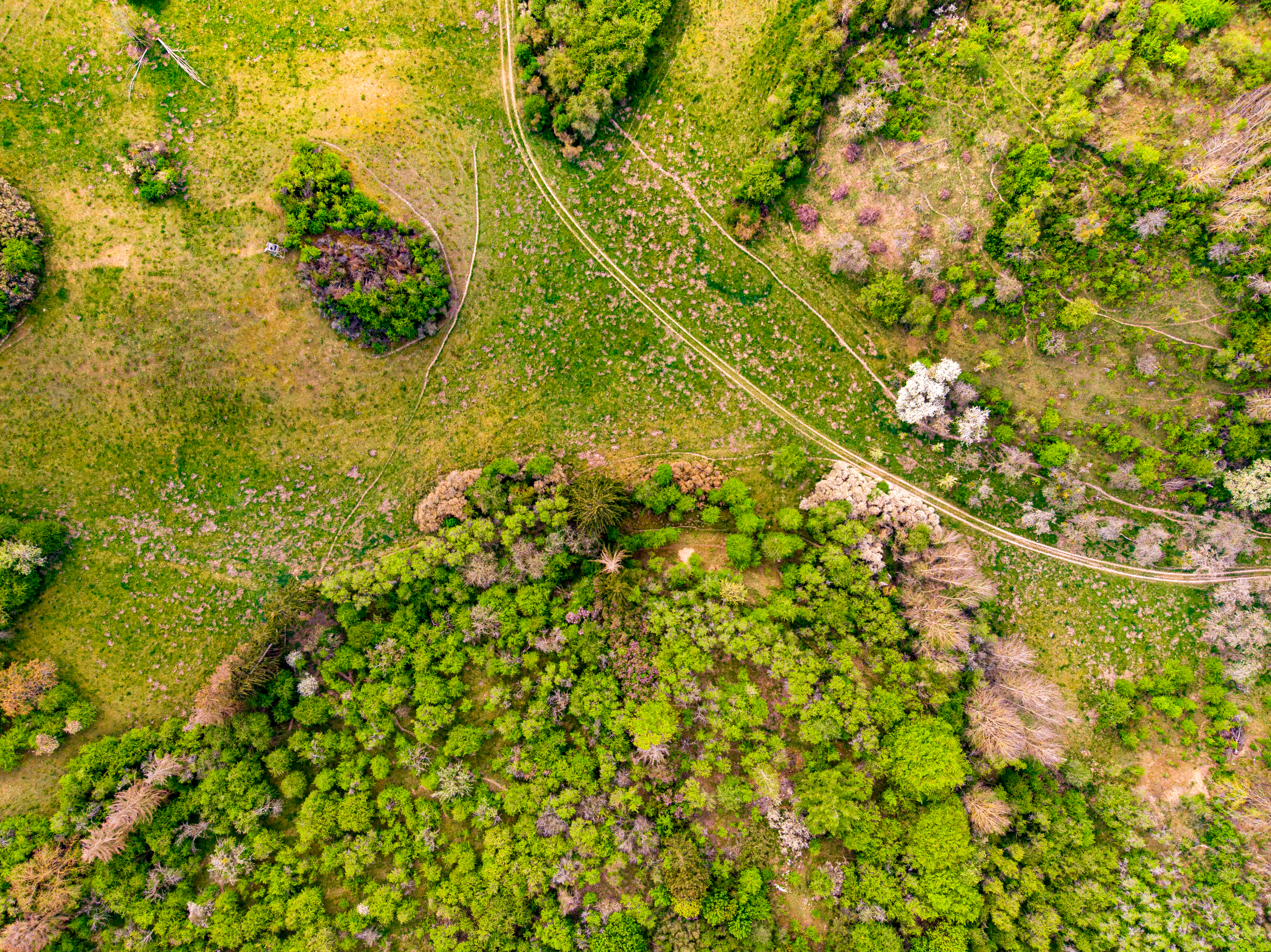
Trittschaden durch Huftiere

Verbotszeichen nach DIN

Trittschäden, auch Vertritt, entstehen durch Betreten von empfindlichen Untergründen durch Menschen oder Tiere. Oberflächen und Strukturen werden durch Gewichtskräfte und das daraus resultierende Flächenpressen geschädigt oder zerstört.

## Trittschäden in der Natur
Empfindliche Bodenstrukturen oder Pflanzenauflagen können durch Betreten gefährdet, beschädigt oder gestört werden. Trittempfindliche Flächen finden sich in fast allen Naturschutzgebieten. So sollte das Begehen von Feuchtwiesen, Mooren, Dünen oder Trockenrasen unterlassen werden. Als Folge häufigen Begehens wird der Boden verdichtet – das ist schädlich für unterirdische Wohnröhren von Tieren und die Wurzeln von Pflanzen. Pflanzengesellschaften werden auch direkt geschädigt, wenn Pflanzenteile abgebrochen oder zertreten werden.
Trittschäden durch Tiere werden vor allem dort verursacht, wo Huftiere sich regelmäßig oder über längere Zeit aufhalten. Auch andere Tiere können Trittschäden verursachen, so werden zum Beispiel ausgetretene Nilpferdwechsel durch das in ihnen ablaufende Regenwasser allmählich vertieft und können daher die Landschaft beeinflussen. Am bekanntesten sind die Vertrittfolgen der großen Tierherden in den Savannen und Steppen. So lassen sich auf Luftbildaufnahmen afrikanischer Savannen häufig Tierpfade erkennen, die zu Wasserlöchern führen.
Trittschäden können die Bodenerosion fördern. Typisch ist Erosion als Folge von Vertritt in der Nähe von Salzlecken in bergigen Bereichen. Salzlecken liegen häufig in steilen Hangbereichen, so dass unter der hohen Trittbelastung durch Dickhornschafe, Schneeziegen oder Steinböcke die Erosion deutlich zunehmen kann. Vertrittschäden in Gebirgen, sogenannte Viehgangeln, sind jedoch zum überwiegenden Teil auf eine Überweidung durch Hausschafe und Hausrinder zurückzuführen.
Der Schutz vor Trittschäden kann landschaftsprägend wirken. Um die wertvollen Ackerflächen vor dem Weidevieh zu schützen, wurden daher Heckenformen angelegt wie Knicks oder Redder, die vor allem für den Norden Deutschlands typisch sind. Aus dem gleichen Grund wurden auch in den Eschfluren des Münsterlands Hecken angelegt.
Siehe auch: Verbiss, Trittpflanzengesellschaften

## Trittschäden in der Technik
Trittschäden kommen auch in der Technik vor. Empfindliche Maschinenteile, Blechabdeckungen, Tragflächen oder Glasflächen sind Beispiele für empfindliche Oberflächen. Vor allem im technischen Bereich sollten Warnschilder und Sicherheitshinweise beachtet werden, da bei Missachtung Verletzungs- oder Lebensgefahr bestehen könnte.